# Тонка Петрова
Тонка Иванова Петрова е българска бегачка.
Родена е на 1 февруари 1947 година в средецкото село Момина църква. Тренира в лекоатлетическия отбор на „Левски - София“. В дисциплината бягане на 1500 метра участва в Олимпиадата в Мюнхен през 1972 година. През 1973 година е втора на 1500 метра на европейското първенство в зала, а през 1974 година печели златен медал и е втора в щафетата 4×392 метра. Малко по-късно прекъсва състезателната си кариера, заради травми в глезена, работи като треньор, а по-късно заминава за Нова Зеландия.